# Dreamy Knights
Dreamy Knights é um curta-metragem de comédia mudo norte-americano, realizado em 1916, com o ator cômico Oliver Hardy.